# Valdemar Langlet
Valdemar Georg Langlet (uttalas [langlé]), född 17 december 1872 i Lerbo i  Södermanland, död 16 oktober 1960 i Stockholm, var en svensk journalist, lärare, författare, översättare och esperantist.
Valdemar Langlet växte upp på Spetebyhall i Lerbo mellan Flen och Katrineholm som son till arkitekten Emil Langlet och författaren Mathilda Langlet, född Söderén. Han var bror till Filip, Abraham och Alexander Langlet. Valdemar Langlet gifte sig två gånger, år 1899 med åländskan Signe Blomberg (1876–1921) och 1925 med ryskfödda Nina Borovko (1896–1988). Med Signe Blomberg hade han sönerna Emil och Lars.

## Utbildning och karriär

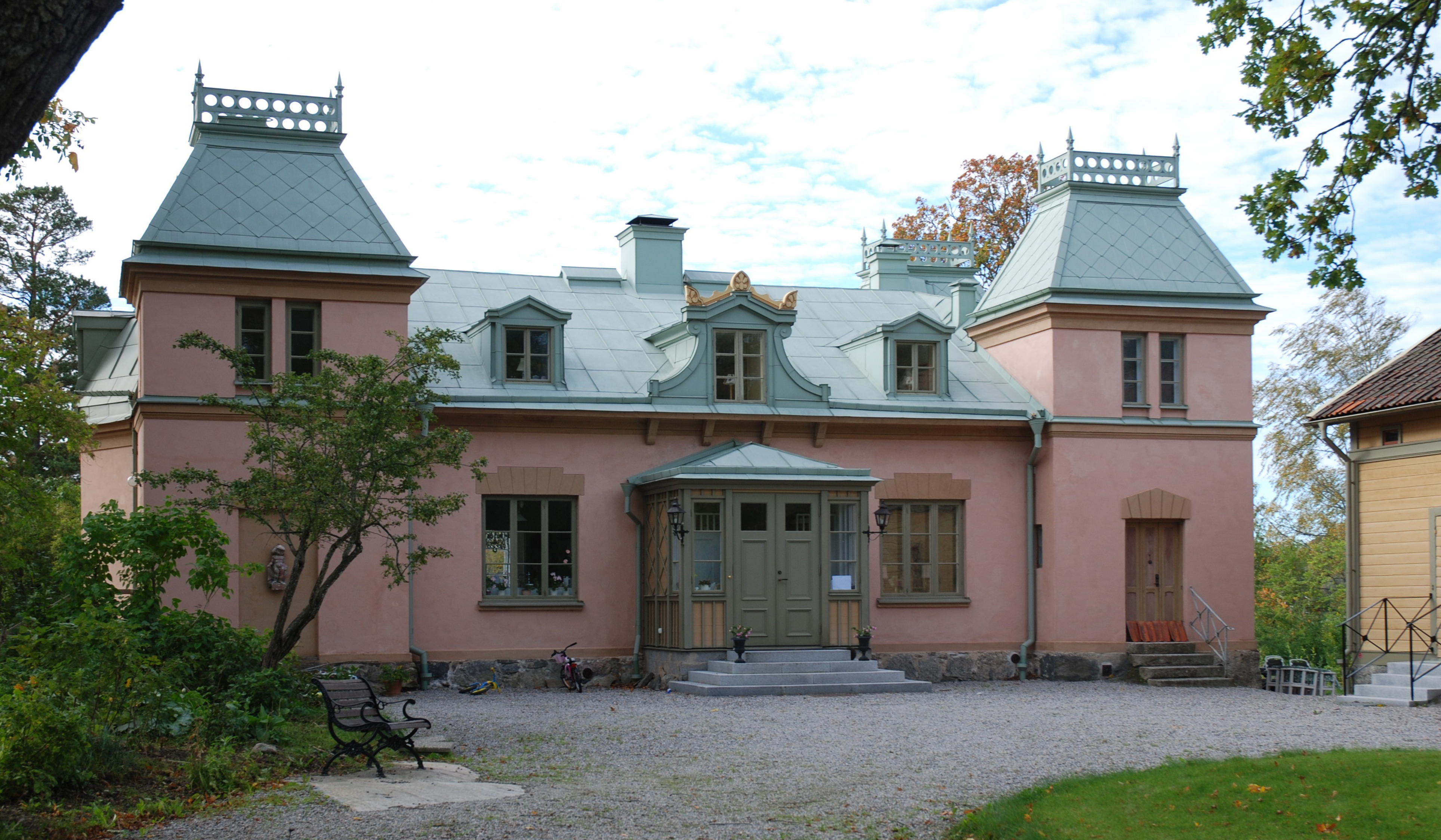
Spetebyhall, Langlets barndomshem.

Valdemar Langlet studerade vid Norra Latinläroverket i Stockholm 1882–1896 och vid Uppsala högre allmänna läroverk 1886–1890. Efter mogenhetsexamen utbildade han sig i humaniora vid Uppsala universitet 1890–1894 och blev filosofie kandidat 1894. Han var 1898–1905 medarbetare i Stockholms Dagblad och bedrev 1905–1906 studier vid universitet i Schweiz, Österrike och Heidelberg i Tyskland.
Valdemar Langlet var språkkunnig och blev vid unga år en pionjär inom esperantorörelsen. Vid 19 års ålder blev han ordförande i den nybildade esperantoföreningen i Uppsala, vilken var den första i sitt slag i Sverige och den andra i världen. Han grundade tidskriften Lingvo internacia, den enda då utgivna periodiska tidskriften på esperanto i världen, och var 1895–1897 en av tidskriftens två redaktörer. Han blev också ordförande i Svenska Esperantoförbundet vid dess bildande 1906 och träffade båda sina fruar inom esperantorörelsen.
Valdemar Langlet företog tidigt långa och vidsträckta resor och gjorde sig ett namn som reseskildrare. Om sin första resa till Ryssland 1895 skrev Valdemar Langlet i sin tidskrift Lingvo internacia. Den andra resan, under vilken han besökte bland andra Lev Tolstoj i Jasnaja Poljana, beskrev han i boken Till häst genom Ryssland 1898. Brodern Alexander Langlet illustrerade den boken. Fler resor och fler böcker följde, vilket ledde till en tjänst på Svenska Turistföreningen, där han arbetade 1907–1909.

## Konservativ opinionsbildare och journalist
Efter avslutade akademiska studier arbetade Langlet som journalist och konservativ opinionsbildare. Först i Stockholms Dagblad under åren 1898–1905 samt efter 1909 som biträdande politisk redaktör för Svenska Dagbladet. Utifrån denna position bedrev han bland annat en försvarsvänlig och industriprotektionistisk linje, men tog även ställning mot kvinnlig rösträtt och för en mer aktiv social- och utbildningspolitik; folkbildning benämnde han som ”vår största sociala fråga”.
Efter första världskrigets utbrott gick Langlet över till Aftonbladet, sannolikt på grund av sina sympatier för Tyskland. På tidningen var han andre redaktör under Harald Sohlman som genom ett hemligt avtal i praktiken sålt Aftonbladet som ett organ för tysk propaganda. Parallellt med sitt redaktörskap på Aftonbladet var han medredaktör för den göteborgska unghögerns tidskrift Det Nya Sverige. På så sätt blev Langlet engagerad i den finlandsaktivistiska krets som växte fram ur unghögern och han kom att engagera sig energiskt för Finlands frigörelse och de vita under finska inbördeskriget. Han ingick i styrelsen för föreningen Finlands vänner och erhöll 1918 ifrån Finland Frihetskorset av tredje klass.
År 1923 lämnade Langlet den konservativa opinionsbildningen och blev redaktör för Svensk Handelstidning.

## Räddningsaktioner för ungerska judar
Valdemar Langlet gjorde flera resor till Ungern, ett land som han kom att älska, och där han bosatte sig år 1932. Där arbetade han som lektor i svenska på Budapests universitet och översatte samtidigt ungerska författare till svenska. Från 1938 tjänstgjorde han vid sidan om lärararbetet som oavlönad kulturattaché på den svenska legationen i Budapest.
Efter den tyska ockupationen 1944 utsågs han i juni till delegat i Ungern för Svenska Röda korset med bibehållen anknytning till legationen. Paret Langlet räddade tusentals judar och andra människor från de tyska och ungerska nazisternas förföljelser genom att utställa skyddsdokument och tillhandahålla mat, husrum och sjukvård i Röda kors-beskyddade hus och kloster. Detta skedde parallellt med liknande insatser av den svenska legationen under Raoul Wallenbergs ledning och av andra diplomatiska beskickningar från neutrala länder.
Tillsammans med de båda kollegorna Asta Nilsson och Yngve Ekmark, som förstärkte Svenska Röda korsets delegation under hösten 1944, stannade Valdemar och Nina Langlet kvar i Budapest under den kaotiska tiden mot slutet av kriget och även efter befrielsen av den sovjetiska armén fram till maj 1945.

## Efter andra världskriget
Paret Langlet återvände till Sverige efter kriget 1945 och hade då förlorat allt vad de ägde i Budapest. De bosatte sig på den lilla fastigheten Solbacken vid Valdemar Langlets barndomshem Spetebyhall och kunde under knappa omständigheter försörja sig med tidningsartiklar och översättningar, samt, vad gällde Nina Langlet, med pianolektioner. De flyttade 1955 till Stockholm.

## Eftermäle

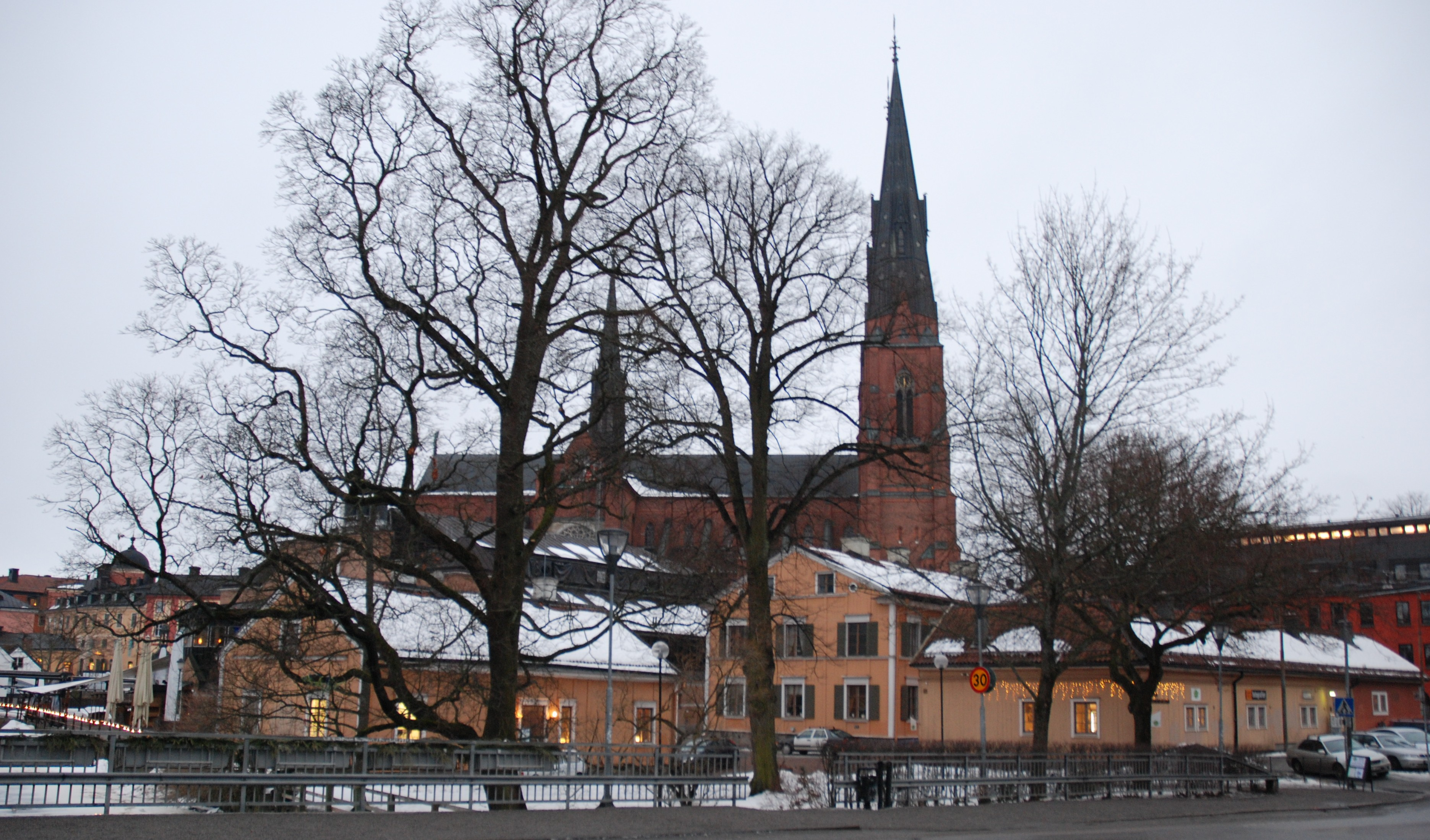
Valdemar Langlets park i Uppsala, från S:t Olofsbron.

Valdemar Langlet fick för sina insatser i Ungern flera utmärkelser, som Svenska Röda korsets silvermedalj 1946 Nordstjärneorden och finländska Frihetskorset samt – tillsammans med Nina Langlet – den israeliska Rättfärdig bland folken 1965. Han har också fått gatan Lánglet Waldemár Útca i Budapests 4:e distrikt och en park i Uppsala uppkallade efter sig.
I Valdemar Langlets park i Valla utanför Flen finns en minnesplakett uppsatt och i Statens porträttsamling på Gripsholms slott finns ett porträtt av Valdemar Langlet, utfört av Rozsi Veszprémi.
Vid Fyrisån i centrala Uppsala finns sedan 2012 en park namngiven efter Langlet för att hedra hans minne och gärningar.

### Översättningar i urval
- Donald Mackenzie Wallace: Ryssland: land och folk - seder och bruk (Geber, 1905)
- Werner Sombart: Proletariatet (Geber, 1911)
- Ernest Pérochon: Nêne (Norstedt, 1921)
- Friedrich Sieburg: Är Gud fransman?: en folkpsykologisk studie (Gott in Frankreich?) (Natur och kultur, 1931)
- Lajos Zilahy: Två fångar (Két fogoly) (Åhlén, 1933)
- Ferenc Móra: Säden susar (Ének a búzamezőkről) (Norstedt, 1938)
- Michael Földi: Namnlös soldat (Névtelen katona) (Åhlén & söner, 1938)
- Gábor von Vaszary: Låna mig en hundralapp (A nö a pokolban is ur) (Wahlström & Widstrand, 1942)
- Sándor Márai: Gästspel i Bolzano: en Casanovaroman (Vendégjáték Bolzanoban) (Wahlström & Widstrand, 1944)
- Zsolt Harsányi: Galgós tre fruar (Galgó három felesége) (Wahlström & Widstrand, 1947)
- Spinoza: Spinoza (Bonnier, 1949)
- Immanuel Kant: Kant (Bonniers, 1952)
- Tibor Déry: Niki: historien om en hund (Niki: egy kutya története) (Bonnier, 1960)